# Henry Norris Russell Lectureship
La Henry Norris Russell Lectureship è un particolare riconoscimento assegnato ogni anno da parte della Società Astronomica Americana, come riconoscimento per una vita spesa nella ricerca scientifica in campo astronomico.

## Elenco dei vincitori
- 1946 - Henry Norris Russell
- 1947 - Walter Sydney Adams
- 1948 - Nessun riconoscimento assegnato
- 1949 - Subrahmanyan Chandrasekhar
- 1950 - Harlow Shapley
- 1951 - Jan Oort
- 1952 - Nessun riconoscimento assegnato
- 1953 - Enrico Fermi
- 1953 - Lyman Spitzer
- 1954 - Nessun riconoscimento assegnato
- 1955 - Paul Willard Merrill
- 1956 - Joel Stebbins
- 1957 - Otto Struve
- 1958 - Walter Baade
- 1959 - Gerard Peter Kuiper
- 1960 - Martin Schwarzschild
- 1961 - William W. Morgan
- 1962 - Grote Reber
- 1963 - William Alfred Fowler
- 1964 - Ira S. Bowen
- 1965 - Bengt Georg Daniel Strömgren
- 1966 - Richard Tousey
- 1967 - Otto Eduard Neugebauer
- 1968 - John Gatenby Bolton
- 1969 - Eugene Parker
- 1970 - Jesse Leonard Greenstein
- 1971 - Fred Hoyle
- 1972 - Allan Sandage
- 1973 - Leo Goldberg
- 1974 - Edwin Ernest Salpeter
- 1975 - George Herbig
- 1976 - Cecilia Payne Gaposchkin
- 1977 - Olin Chaddock Wilson
- 1978 - Maarten Schmidt
- 1979 - Peter Goldreich
- 1980 - Jeremiah Ostriker
- 1981 - Riccardo Giacconi
- 1982 - Bart Bok
- 1983 - Herbert Friedman
- 1984 - E. Margaret Burbidge
- 1985 - Olin J. Eggen
- 1986 - Albert Edward Whitford
- 1987 - Fred Lawrence Whipple
- 1988 - Gerard de Vaucouleurs
- 1989 - Icko Iben, Jr.
- 1990 - Sidney van den Bergh
- 1991 - Donald Edward Osterbrock
- 1992 - Lawrence Aller
- 1993 - Jim Peebles
- 1994 - Vera Rubin
- 1995 - Robert Kraft
- 1996 - Gerry Neugebauer
- 1997 - Alastair Cameron
- 1998 - Charles Hard Townes
- 1999 - John Bahcall
- 2000 - Donald Lynden-Bell
- 2001 - Wallace Sargent
- 2002 - George Wallerstein
- 2003 - George Wetherill
- 2004 - Martin Rees
- 2005 - James E. Gunn
- 2006 - Bohdan Paczyński
- 2007 - David L. Lambert
- 2008 - Rašid Alievič Sjunjaev
- 2009 - George W. Preston
- 2010 - Margaret Geller
- 2011 - Sandra Faber
- 2012 - W. David Arnett
- 2013 - Ken Freeman
- 2014 - George Field
- 2015 - Giovanni Fazio
- 2016 - Christopher McKee
- 2017 - Eric Becklin
- 2018 – Joseph Silk
- 2019 – Ann Merchant Boesgaard
- 2020 - Scott Tremaine
- 2021 - Nick Scoville
- 2022 - Richard Mushotzky
- 2023 - Frank Shu